# Récapitulatif des championnats du monde de ski alpin
Voici le récapitulatif des championnats du monde de ski alpin :

## Palmarès des championnats du monde & tableau des médailles

### Championnats du monde de 1931àMürren(Suisse)
| Rang | Nations     | Médaille d'or | Médaille d'argent | Médaille de bronze | Total |
| ---- | ----------- | ------------- | ----------------- | ------------------ | ----- |
| 1    | Royaume-Uni | 2             | 1                 | 1                  | 4     |
| 1    | Suisse      | 2             | 1                 | 1                  | 4     |
| 3    | Autriche    | 0             | 2                 | 1                  | 3     |
| 4    | Allemagne   | 0             | 0                 | 1                  | 1     |

- L'anglaise Emse Mackinnon réalise le doublé Descente-Slalom chez les femmes.
- Chez les hommes, deux suisses s'imposent : Walter Prager en Descente et David Zogg en Slalom.

### Championnats du monde de 1932àCortina d'Ampezzo(Italie)
| Rang | Nations     | Médaille d'or | Médaille d'argent | Médaille de bronze | Total |
| ---- | ----------- | ------------- | ----------------- | ------------------ | ----- |
| 1    | Suisse      | 3             | 2                 | 2                  | 7     |
| 2    | Autriche    | 1             | 3                 | 3                  | 7     |
| 3    | Italie      | 1             | 0                 | 0                  | 1     |
| 3    | Allemagne   | 1             | 0                 | 0                  | 1     |
| 5    | Royaume-Uni | 0             | 1                 | 1                  | 2     |

- La suissesse Rösli Streiff réalise le doublé Slalom-Combiné chez les femmes.
- Le suisse Otto Furrer obtient trois médailles différentes dans chaque discipline chez les hommes.

### Championnats du monde de 1933àInnsbrück(Autriche)
| Rang | Nations     | Médaille d'or | Médaille d'argent | Médaille de bronze | Total |
| ---- | ----------- | ------------- | ----------------- | ------------------ | ----- |
| 1    | Autriche    | 5             | 2                 | 2                  | 9     |
| 2    | Suisse      | 1             | 3                 | 3                  | 7     |
| 3    | Royaume-Uni | 0             | 1                 | 1                  | 2     |

- Premier triplé de l'histoire de la compétition : l'autrichienne Inge Wersin remporte le slalom, la descente et le combiné chez les femmes.
- Chez les hommes, l'autrichien Anton Seelos réalise lui un doublé Slalom-Combiné.
- Ces deux exploits permettent à l'Autriche de remporter 5 épreuves sur 6, la descente-homme est remportée par le suisse Walter Prager qui devient ainsi le premier skieur alpin à s'être imposé dans deux championnats différents après sa victoire toujours en Descente en 1931.

### Championnats du monde de 1934àSaint-Moritz(Suisse)
| Rang | Nations   | Médaille d'or | Médaille d'argent | Médaille de bronze | Total |
| ---- | --------- | ------------- | ----------------- | ------------------ | ----- |
| 1    | Allemagne | 3             | 5                 | 1                  | 9     |
| 2    | Suisse    | 3             | 1                 | 5                  | 9     |
| 3    | Italie    | 0             | 0                 | 1                  | 1     |

- Les allemands et les suisse enlèvent toutes les médailles, à l'exception d'un partage d'une médaille de bronze en Combiné où un italien rejoint le podium.
- Christl Cranz remporte deux épreuves (Slalom et Combiné) et arrive seconde en Descente, cela marque le début de son règne sur le ski alpin féminin.
- Chez les hommes, le Suisse David Zogg réalise le doublé Descente-Combiné, et terminant sur la deuxième marche du podium en Slalom.

### Championnats du monde de 1935àMürren(Suisse)
| Rang | Nations   | Médaille d'or | Médaille d'argent | Médaille de bronze | Total |
| ---- | --------- | ------------- | ----------------- | ------------------ | ----- |
| 1    | Autriche  | 3             | 0                 | 0                  | 3     |
| 2    | Allemagne | 2             | 2                 | 2                  | 6     |
| 3    | Suisse    | 1             | 2                 | 2                  | 5     |
| 4    | France    | 0             | 2                 | 1                  | 3     |
| 5    | Norvège   | 0             | 0                 | 1                  | 1     |

- Trois nouvelles médailles sont à ajouter au palmarès de Christl Cranz dont deux d'or (Descente et Combiné), et est la première à conserver un titre (celui du Combiné).
- David Zogg remporte lui aussi sa quatrième médaille d'or (en Slalom cette fois-ci).

### Championnats du monde de 1936àInnsbruck(Autriche)
| Rang | Nations     | Médaille d'or | Médaille d'argent | Médaille de bronze | Total |
| ---- | ----------- | ------------- | ----------------- | ------------------ | ----- |
| 1    | Suisse      | 2             | 3                 | 3                  | 7     |
| 2    | Autriche    | 2             | 1                 | 3                  | 6     |
| 3    | Royaume-Uni | 2             | 1                 | 0                  | 3     |
| 4    | Italie      | 0             | 1                 | 0                  | 1     |

- Chez les hommes, le suisse Rudolf Rominger remporte deux médailles d'or (Descente et Combiné) et une médaille de bronze en Slalom.
- Chez les femmes, c'est l'anglaise Evelyn Pinching qui se distingue en remportant elle aussi deux médailles d'or en Descente et Combiné, avec en prime une médaille d'argent en Slalom.

### Championnats du monde de 1937àChamonix(France)
| Rang | Nations   | Médaille d'or | Médaille d'argent | Médaille de bronze | Total |
| ---- | --------- | ------------- | ----------------- | ------------------ | ----- |
| 1    | France    | 3             | 2                 | 0                  | 5     |
| 2    | Allemagne | 3             | 1                 | 4                  | 8     |
| 3    | Suisse    | 0             | 2                 | 1                  | 3     |
| 4    | Autriche  | 0             | 1                 | 0                  | 1     |
| 5    | Italie    | 0             | 0                 | 1                  | 1     |

- Triplé chez les hommes et chez les femmes! L'allemande Christl Cranz remporte le slalom, la descente et le combiné, exploit que réalise chez les hommes le Français Émile Allais.

### Championnats du monde de 1938àEngelberg(Suisse)
| Rang | Nations   | Médaille d'or | Médaille d'argent | Médaille de bronze | Total |
| ---- | --------- | ------------- | ----------------- | ------------------ | ----- |
| 1    | Allemagne | 3             | 2                 | 5                  | 10    |
| 2    | France    | 2             | 2                 | 0                  | 4     |
| 3    | Suisse    | 1             | 2                 | 1                  | 4     |

- l'Allemagne enlève plus de la moitié des médailles disponibles.
- Christl Cranz gagne de nouveau deux médailles d'or (Slalom et Combiné) et une médaille d'argent en Descente.
- Émile Allais conserve son titre en Combiné.

### Championnats du monde de 1939àZakopane(Pologne)
| Rang | Nations   | Médaille d'or | Médaille d'argent | Médaille de bronze | Total |
| ---- | --------- | ------------- | ----------------- | ------------------ | ----- |
| 1    | Allemagne | 5             | 4                 | 3                  | 12    |
| 2    | Suisse    | 1             | 2                 | 2                  | 5     |
| 3    | Suède     | 0             | 0                 | 1                  | 1     |

- l'Allemagne confirme sa suprématie en remportant 2 médailles sur 3.
- Second triplé de l'histoire pour Christl Cranz qui remporte le slalom, la descente et le combiné chez les femmes.
- Chez les hommes, le suisse Rudolf Rominger conserve son titre en Slalom.

### Championnats du monde de 1948àSaint-Moritz(Suisse)
| Rang | Nations    | Médaille d'or | Médaille d'argent | Médaille de bronze | Total |
| ---- | ---------- | ------------- | ----------------- | ------------------ | ----- |
| 1    | Suisse     | 2             | 2                 | 2                  | 6     |
| 2    | France     | 2             | 1                 | 2                  | 5     |
| 3    | Autriche   | 1             | 2                 | 3                  | 6     |
| 4    | États-Unis | 1             | 1                 | 0                  | 2     |

- Les résultats des Jeux olympiques d'hiver sont aussi considérés comme championnats du monde.
- Chez les hommes, le français Henri Oreiller s'impose en Descente et Combiné, et obtient une médaille de bronze en Slalom.
- Gretchen Frazer est la première américaine à remporter un titre en championnat du monde.

### Championnats du monde de 1950àAspen(États-Unis)
| Rang | Nations  | Médaille d'or | Médaille d'argent | Médaille de bronze | Total |
| ---- | -------- | ------------- | ----------------- | ------------------ | ----- |
| 1    | Autriche | 3             | 3                 | 1                  | 7     |
| 2    | Italie   | 2             | 1                 | 1                  | 4     |
| 3    | Suisse   | 1             | 1                 | 0                  | 2     |
| 4    | France   | 0             | 1                 | 3                  | 4     |
| 5    | Norvège  | 0             | 0                 | 1                  | 1     |

- Il n'y a pas d'épreuve de Combiné, mais une épreuve de Slalom géant fait son apparition.
- Chez les hommes, l'italien Zeno Colò réalise le doublé Descente-Géant et termine deuxième en Slalom.
- Chez les femmes, c'est autrichienne Dagmar Rom qui réalise le doublé Slalom-Géant.

### Championnats du monde de 1952àOslo(Norvège)
| Rang | Nations    | Médaille d'or | Médaille d'argent | Médaille de bronze | Total |
| ---- | ---------- | ------------- | ----------------- | ------------------ | ----- |
| 1    | Autriche   | 2             | 3                 | 2                  | 7     |
| 2    | États-Unis | 2             | 0                 | 0                  | 5     |
| 3    | Norvège    | 1             | 1                 | 1                  | 3     |
| 4    | Italie     | 1             | 0                 | 1                  | 2     |
| 5    | Allemagne  | 0             | 2                 | 2                  | 4     |

- Chez les hommes, Stein Eriksen est le premier représentant de la Norvège à remporter une épreuve, celle de Géant.
- Chez les femmes, l'américaine Andrea Mead-Lawrence réalise le doublé Slalom-Géant.

### Championnats du monde de 1954àÅre(Suède)
| Rang | Nations    | Médaille d'or | Médaille d'argent | Médaille de bronze | Total |
| ---- | ---------- | ------------- | ----------------- | ------------------ | ----- |
| 1    | Norvège    | 3             | 0                 | 0                  | 3     |
| 2    | Autriche   | 2             | 3                 | 3                  | 7     |
| 3    | Suisse     | 2             | 3                 | 0                  | 5     |
| 4    | France     | 1             | 1                 | 2                  | 4     |
| 5    | Allemagne  | 0             | 1                 | 0                  | 1     |
| 6    | Suède      | 0             | 0                 | 2                  | 2     |
| 7    | États-Unis | 0             | 0                 | 1                  | 1     |

- Le programme compte désormais quatre épreuves : slalom, descente, combiné et slalom géant.
- Le norvégien Stein Eriksen signe un triplé en remportant le slalom, le slalom géant et le combiné.
- Chez les femmes, la suissesse Ida Schöpfer se distingue en réalisant le doublé Descente-Combiné et en obtenant la médaille d'argent en Slalom.

### Championnats du monde de 1956àCortina d'Ampezzo(Italie)
| Rang | Nations          | Médaille d'or | Médaille d'argent | Médaille de bronze | Total |
| ---- | ---------------- | ------------- | ----------------- | ------------------ | ----- |
| 1    | Autriche         | 4             | 3                 | 3                  | 10    |
| 2    | Suisse           | 3             | 2                 | 1                  | 6     |
| 3    | Allemagne        | 1             | 0                 | 0                  | 1     |
| 4    | France           | 0             | 1                 | 0                  | 1     |
| 4    | Japon            | 0             | 1                 | 0                  | 1     |
| 4    | Pologne          | 0             | 1                 | 0                  | 1     |
| 7    | Suède            | 0             | 0                 | 2                  | 2     |
| 8    | Canada           | 0             | 0                 | 1                  | 1     |
| 8    | Union soviétique | 0             | 0                 | 1                  | 1     |

- L'épreuve contient 4 épreuves : Descente, Slalom, Géant et Combiné.
- Chez les hommes, l'autrichienToni Sailer réalise le quadruplé en s'imposante dans les quatre disciplines : Descente, Slalom, Géant et Combiné.
- Chez les femmes, nous noterons la performance de la suissesse Madeleine Berthod qui remporte la Descente et le Combiné.
- Chiharu Igaya est le premier représentant japonais à obtenir une médaille, même chose pour Eugenia Sidorova pour l'U.R.S.S.

### Championnats du monde de 1958àBad Gastein(Autriche)
| Rang | Nations    | Médaille d'or | Médaille d'argent | Médaille de bronze | Total |
| ---- | ---------- | ------------- | ----------------- | ------------------ | ----- |
| 1    | Autriche   | 4             | 4                 | 1                  | 9     |
| 2    | Canada     | 2             | 1                 | 0                  | 3     |
| 3    | Suisse     | 1             | 2                 | 4                  | 7     |
| 4    | Norvège    | 1             | 0                 | 0                  | 1     |
| 5    | France     | 0             | 0                 | 2                  | 2     |
| 6    | États-Unis | 0             | 1                 | 0                  | 1     |
| 7    | Japon      | 0             | 0                 | 1                  | 1     |
| 7    | Italie     | 0             | 0                 | 1                  | 1     |

- Toni Sailer conserve trois titres sur quatre : Descente, Géant et Combiné, il n'aura que la médaille d'argent en Slalom.
- Chez les femmes, la canadienne Lucille Wheeler gagne la Descente et le Géant et termine seconde en Combiné.
- À noter les trois médailles de l'autrichien Josef Rieder, une d'or en Slalom et deux d'argent en Géant et Combiné.

### Championnats du monde de 1960àSquaw Valley(États-Unis)
| Rang | Nations    | Médaille d'or | Médaille d'argent | Médaille de bronze | Total |
| ---- | ---------- | ------------- | ----------------- | ------------------ | ----- |
| 1    | France     | 2             | 1                 | 2                  | 5     |
| 2    | Suisse     | 2             | 0                 | 0                  | 2     |
| 2    | Canada     | 2             | 0                 | 0                  | 2     |
| 4    | Allemagne  | 1             | 2                 | 3                  | 6     |
| 5    | Autriche   | 1             | 2                 | 2                  | 5     |
| 6    | États-Unis | 0             | 3                 | 0                  | 3     |
| 7    | Italie     | 0             | 0                 | 1                  | 1     |

- la canadienne Anne Heggtveit réalise le doublé Slalom-Combiné.
- le français Guy Périllat remporte l'or en Combiné et le bronze en Descente, même chose pour l'autrichien Ernst Hinterseer qui gagne l'or en Slalom et le bronze en Géant.

### Championnats du monde de 1962àChamonix(France)
| Rang | Nations    | Médaille d'or | Médaille d'argent | Médaille de bronze | Total |
| ---- | ---------- | ------------- | ----------------- | ------------------ | ----- |
| 1    | Autriche   | 6             | 4                 | 6                  | 16    |
| 2    | France     | 2             | 3                 | 0                  | 5     |
| 3    | États-Unis | 0             | 0                 | 2                  | 2     |
| 4    | Italie     | 0             | 1                 | 0                  | 1     |
| 5    | Allemagne  | 0             | 0                 | 1                  | 1     |

- L'Autriche est le grand vainqueur de cette édition en remportant six épreuves sur huit, grâce  entre autres à Karl Schranz qui remporte la Descente et le Combiné chez les hommes et à Marianne Jahn qui remporte le Géant et le Slalom chez les femmes.

### Championnats du monde de 1964àInnsbruck(Autriche)
| Rang | Nations    | Médaille d'or | Médaille d'argent | Médaille de bronze | Total |
| ---- | ---------- | ------------- | ----------------- | ------------------ | ----- |
| 1    | France     | 4             | 3                 | 0                  | 7     |
| 2    | Autriche   | 3             | 4                 | 2                  | 9     |
| 3    | Allemagne  | 1             | 0                 | 1                  | 2     |
| 4    | États-Unis | 0             | 2                 | 3                  | 5     |

- Marielle Goitschel réalise chez les femmes le doublé Géant-Combiné,en plus d'une médaille d'argent en Slalom.

### Championnats du monde de 1966àPortillo(Chili)
| Rang | Nations    | Médaille d'or | Médaille d'argent | Médaille de bronze | Total |
| ---- | ---------- | ------------- | ----------------- | ------------------ | ----- |
| 1    | France     | 7             | 7                 | 2                  | 16    |
| 2    | Italie     | 1             | 0                 | 0                  | 1     |
| 3    | Autriche   | 0             | 1                 | 2                  | 3     |
| 4    | Allemagne  | 0             | 0                 | 3                  | 3     |
| 5    | États-Unis | 0             | 0                 | 1                  | 1     |

- La France est le grand vainqueur de cette édition en s'appropriant 16 médailles sur 24 possibles, grâce entre autres à Jean-Claude Killy (doublé Descente-Combiné), à Marielle Goitschel (triplé Géant-Combiné-Descente plus une médaille d'argent en Slalom) et à Annie Famose (or en Slalom, et deux médailles d'argent en Combiné et en Descente).

### Championnats du monde de 1968àGrenoble(France)
| Rang | Nations  | Médaille d'or | Médaille d'argent | Médaille de bronze | Total |
| ---- | -------- | ------------- | ----------------- | ------------------ | ----- |
| 1    | France   | 6             | 4                 | 1                  | 11    |
| 2    | Autriche | 1             | 1                 | 5                  | 7     |
| 3    | Canada   | 1             | 1                 | 0                  | 2     |
| 4    | Suisse   | 0             | 2                 | 2                  | 4     |

- Jean-Claude Killy réalise le quadruplé et s'impose dans toutes les épreuves de ski alpin chez les hommes (exploit que seul a réussi Toni Sailer).
- Marielle Goitschel réalise le doublé Slalom-Combiné, cela fait quatre fois de suite qu'elle décroche le titre en Combiné.

### Championnats du monde de 1970àVal Gardena(Italie)
| Rang | Nations    | Médaille d'or | Médaille d'argent | Médaille de bronze | Total |
| ---- | ---------- | ------------- | ----------------- | ------------------ | ----- |
| 1    | France     | 3             | 5                 | 2                  | 10    |
| 2    | Suisse     | 2             | 0                 | 1                  | 3     |
| 3    | Autriche   | 1             | 2                 | 1                  | 4     |
| 4    | États-Unis | 1             | 1                 | 2                  | 4     |
| 5    | Canada     | 1             | 0                 | 0                  | 1     |
| 6    | Australie  | 0             | 0                 | 1                  | 1     |
| 6    | Pologne    | 0             | 0                 | 1                  | 1     |

- la française Ingrid Lafforgue s'impose en Slalom et décroche la médaille d'argent en Géant.
- l'américain Bill Kidd s'impose en Combiné et décroche une médaille de bronze en Slalom.
- Première médaille pour l'Australie grâce à Malcolm Milne.

### Championnats du monde de 1972àSapporo(Japon)
| Rang | Nations    | Médaille d'or | Médaille d'argent | Médaille de bronze | Total |
| ---- | ---------- | ------------- | ----------------- | ------------------ | ----- |
| 1    | Suisse     | 3             | 3                 | 1                  | 7     |
| 2    | Italie     | 2             | 1                 | 1                  | 4     |
| 3    | États-Unis | 1             | 0                 | 1                  | 2     |
| 4    | Espagne    | 1             | 0                 | 0                  | 1     |
| 4    | Norvège    | 1             | 0                 | 0                  | 1     |
| 6    | Autriche   | 0             | 2                 | 3                  | 5     |
| 7    | France     | 0             | 2                 | 1                  | 3     |
| 8    | Canada     | 0             | 0                 | 1                  | 0     |

- La suissesse Marie-Theres Nadig réalise le doublé Descente-Géant chez les femmes.
- L'italien Gustavo Thoeni réalise le doublé Géant-Combiné chez les hommes (plus une médaille d'argent en Slalom).

### Championnats du monde de 1974àSaint-Moritz(Suisse)
| Rang | Nations       | Médaille d'or | Médaille d'argent | Médaille de bronze | Total |
| ---- | ------------- | ------------- | ----------------- | ------------------ | ----- |
| 1    | Autriche      | 3             | 3                 | 2                  | 8     |
| 2    | France        | 2             | 1                 | 1                  | 4     |
| 3    | Italie        | 2             | 0                 | 1                  | 3     |
| 4    | Liechtenstein | 1             | 1                 | 1                  | 3     |
| 5    | Allemagne     | 0             | 1                 | 1                  | 2     |
| 6    | Pologne       | 0             | 1                 | 0                  | 1     |
| 6    | Canada        | 0             | 1                 | 0                  | 1     |
| 8    | Suisse        | 0             | 0                 | 1                  | 1     |
| 8    | Espagne       | 0             | 0                 | 1                  | 1     |

- la française Fabienne Serrat réalise le doublé Géant-Combiné chez les femmes.
- la italien Gustavo Thoeni réalise le doublé Slalom-Géant chez les hommes.

### Championnats du monde de 1976à [(Innsbrück)] (Autriche)
| Rang | Nations       | Médaille d'or | Médaille d'argent | Médaille de bronze | Total |
| ---- | ------------- | ------------- | ----------------- | ------------------ | ----- |
| 1    | Allemagne     | 3             | 1                 | 0                  | 4     |
| 2    | Italie        | 2             | 2                 | 1                  | 5     |
| 3    | Suisse        | 1             | 2                 | 0                  | 3     |
| 4    | Autriche      | 1             | 1                 | 0                  | 2     |
| 5    | Canada        | 1             | 0                 | 0                  | 1     |
| 6    | Liechtenstein | 0             | 1                 | 3                  | 4     |
| 7    | France        | 0             | 1                 | 1                  | 2     |
| 8    | États-Unis    | 0             | 0                 | 2                  | 2     |
| 9    | Suède         | 0             | 0                 | 1                  | 1     |

- l'allemande Rosi Mittermaier réalise un triplé Descente-Slalom-Combiné plus une médaille d'argent en Géant.
- Gustavo Thoeni obtient sa cinquième médaille d'or, cette fois-ci en Combiné.

### Championnats du monde de 1978àGarmisch-Partenkirchen(Allemagne)
| Rang | Nations       | Médaille d'or | Médaille d'argent | Médaille de bronze | Total |
| ---- | ------------- | ------------- | ----------------- | ------------------ | ----- |
| 1    | Autriche      | 4             | 0                 | 3                  | 7     |
| 2    | Suède         | 2             | 0                 | 0                  | 2     |
| 3    | Allemagne     | 1             | 4                 | 0                  | 5     |
| 4    | Liechtenstein | 1             | 2                 | 2                  | 5     |
| 5    | Suisse        | 0             | 1                 | 1                  | 2     |
| 6    | Italie        | 0             | 1                 | 0                  | 1     |
| 7    | France        | 0             | 0                 | 1                  | 1     |
| 8    | États-Unis    | 0             | 0                 | 1                  | 1     |

- l'autrichienne Annemarie Moser-Pröll réalise le doublé Descente-Combiné.
- le suédois Ingemar Stenmark réalise le double Slalom-Géant.

### Championnats du monde de 1980àLake Placid(États-Unis)
| Rang | Nations       | Médaille d'or | Médaille d'argent | Médaille de bronze | Total |
| ---- | ------------- | ------------- | ----------------- | ------------------ | ----- |
| 1    | Liechtenstein | 3             | 3                 | 0                  | 6     |
| 2    | Autriche      | 2             | 1                 | 3                  | 6     |
| 3    | Suède         | 2             | 0                 | 0                  | 2     |
| 4    | États-Unis    | 1             | 2                 | 0                  | 3     |
| 5    | Allemagne     | 0             | 2                 | 0                  | 2     |
| 6    | Suisse        | 0             | 0                 | 3                  | 3     |
| 7    | France        | 0             | 0                 | 1                  | 1     |
| 8    | Canada        | 0             | 0                 | 1                  | 1     |

- la liechtensteinoise Hanni Wenzel réalise le triplé Géant-Slalom-Combiné et obtient une médaille d'argent en Descente.
- Ingemar Stenmark réalise de nouveau le double Slalom-Géant.
- Annemarie Moser-Pröll conserve son titre en Descente.

### Championnats du monde de 1982àSchladming(Autriche)
| Rang | Nations       | Médaille d'or | Médaille d'argent | Médaille de bronze | Total |
| ---- | ------------- | ------------- | ----------------- | ------------------ | ----- |
| 1    | Suisse        | 3             | 2                 | 0                  | 5     |
| 2    | États-Unis    | 1             | 2                 | 2                  | 5     |
| 3    | Suède         | 1             | 1                 | 1                  | 3     |
| 4    | Canada        | 1             | 1                 | 0                  | 2     |
| 4    | France        | 1             | 1                 | 0                  | 2     |
| 6    | Autriche      | 1             | 0                 | 2                  | 3     |
| 7    | Yougoslavie   | 0             | 1                 | 1                  | 2     |
| 8    | Liechtenstein | 0             | 0                 | 1                  | 1     |
| 8    | Italie        | 0             | 0                 | 1                  | 1     |

- La Suissesse Erika Hess signe un triplé Slalom-Géant-Combiné chez les femmes.
- Ingemar Stenmark conserve son titre pour la troisième fois de suite en Slalom.

### Championnats du monde de 1985àValtellina(Italie)
| Rang | Nations    | Médaille d'or | Médaille d'argent | Médaille de bronze | Total |
| ---- | ---------- | ------------- | ----------------- | ------------------ | ----- |
| 1    | Suisse     | 4             | 3                 | 1                  | 8     |
| 2    | France     | 1             | 1                 | 0                  | 2     |
| 3    | États-Unis | 1             | 0                 | 3                  | 2     |
| 4    | Suède      | 1             | 0                 | 0                  | 1     |
| 4    | Allemagne  | 1             | 0                 | 0                  | 1     |
| 6    | Autriche   | 0             | 3                 | 2                  | 5     |
| 7    | Luxembourg | 0             | 1                 | 1                  | 2     |
| 8    | Italie     | 0             | 0                 | 1                  | 1     |

- le suisse Pirmin Zurbriggen réalise le doublé Descente-Combiné, plus une médaille d'argent en Géant.
- Erika Hess conserve son titre en Combiné.

### Championnats du monde de 1987àCrans-Montana(Suisse)
| Rang | Nations     | Médaille d'or | Médaille d'argent | Médaille de bronze | Total |
| ---- | ----------- | ------------- | ----------------- | ------------------ | ----- |
| 1    | Suisse      | 8             | 4                 | 2                  | 14    |
| 2    | Luxembourg  | 1             | 2                 | 0                  | 3     |
| 3    | Allemagne   | 1             | 0                 | 3                  | 4     |
| 4    | Autriche    | 0             | 3                 | 1                  | 4     |
| 5    | Yougoslavie | 0             | 1                 | 2                  | 3     |
| 6    | États-Unis  | 0             | 0                 | 1                  | 1     |
| 6    | Italie      | 0             | 0                 | 1                  | 1     |

- Le programme compte désormais cinq épreuves : slalom, descente, combiné, slalom géant et Super G.
- La Suisse assoie sa suprématie sur ces championnats en remportant 8 épreuves sur 10.
- Pirmin Zurbriggen réalise le doublé Géant-Super G (plus une médaille d'argent en Descente).
- Les suissesses Maria Walliser (Descente-Super G) et Erika Hess (Slalom-Combiné) réalisent elles aussi des doublés.

### Championnats du monde de 1989àVail(États-Unis)
| Rang | Nations    | Médaille d'or | Médaille d'argent | Médaille de bronze | Total |
| ---- | ---------- | ------------- | ----------------- | ------------------ | ----- |
| 1    | Suisse     | 3             | 5                 | 3                  | 11    |
| 2    | Autriche   | 3             | 2                 | 1                  | 6     |
| 3    | Allemagne  | 1             | 1                 | 2                  | 4     |
| 4    | Slovénie   | 1             | 0                 | 2                  | 3     |
| 5    | États-Unis | 1             | 0                 | 1                  | 2     |
| 6    | Luxembourg | 1             | 0                 | 1                  | 2     |
| 7    | France     | 0             | 1                 | 0                  | 1     |
| 8    | Canada     | 0             | 1                 | 0                  | 1     |

- l'autrichien Rudolf Nierlich réalise le doublé Slalom-Géant chez les hommes.
- Maria Walliser conserve son titre en Descente, même chose pour Vreni Schneider en Géant.

### Championnats du monde de 1991àSaalbach-Hinterglemm(Autriche)
| Rang | Nations    | Médaille d'or | Médaille d'argent | Médaille de bronze | Total |
| ---- | ---------- | ------------- | ----------------- | ------------------ | ----- |
| 1    | Autriche   | 5             | 3                 | 3                  | 11    |
| 2    | Suisse     | 3             | 1                 | 2                  | 6     |
| 3    | Suède      | 1             | 0                 | 1                  | 2     |
| 4    | Luxembourg | 1             | 0                 | 0                  | 1     |
| 5    | France     | 0             | 2                 | 1                  | 3     |
| 6    | Italie     | 0             | 2                 | 0                  | 2     |
| 7    | Norvège    | 0             | 1                 | 1                  | 2     |
| 8    | Slovénie   | 0             | 1                 | 0                  | 1     |
| 9    | Russie     | 0             | 0                 | 1                  | 1     |
| 9    | Allemagne  | 0             | 0                 | 1                  | 1     |

- l'autrichien Stephan Eberharter réalise le doublé Super G-Combiné chez les hommes.
- Rudolf Nierlich conserve son titre en Géant.
- l'autrichienne Ulrike Maier conserve son titre en Super G.

### Championnats du monde de 1993àMorioka(Japon)
| Rang | Nations    | Médaille d'or | Médaille d'argent | Médaille de bronze | Total |
| ---- | ---------- | ------------- | ----------------- | ------------------ | ----- |
| 1    | Norvège    | 3             | 3                 | 1                  | 7     |
| 2    | Allemagne  | 2             | 0                 | 1                  | 3     |
| 3    | Autriche   | 1             | 3                 | 4                  | 8     |
| 4    | Canada     | 1             | 0                 | 0                  | 1     |
| 4    | France     | 1             | 0                 | 0                  | 1     |
| 4    | Suisse     | 1             | 0                 | 0                  | 1     |
| 7    | États-Unis | 0             | 2                 | 1                  | 3     |
| 8    | Luxembourg | 0             | 1                 | 1                  | 2     |
| 9    | Suède      | 0             | 0                 | 1                  | 2     |

- le norvégien Kjetil André Aamodt réalise le doublé Slalom-Géant chez les hommes (plus une médaille d'argent en Combiné).

### Championnats du monde de 1996àSierra Nevada(Espagne)
| Rang | Nations    | Médaille d'or | Médaille d'argent | Médaille de bronze | Total |
| ---- | ---------- | ------------- | ----------------- | ------------------ | ----- |
| 1    | Italie     | 4             | 1                 | 0                  | 5     |
| 2    | Suède      | 2             | 1                 | 0                  | 3     |
| 3    | Autriche   | 1             | 2                 | 1                  | 4     |
| 4    | Norvège    | 1             | 1                 | 2                  | 4     |
| 5    | États-Unis | 1             | 0                 | 2                  | 3     |
| 6    | Luxembourg | 1             | 0                 | 0                  | 1     |
| 7    | Suisse     | 0             | 3                 | 2                  | 5     |
| 8    | Allemagne  | 0             | 1                 | 1                  | 2     |
| 8    | France     | 0             | 1                 | 1                  | 2     |
| 10   | Slovénie   | 0             | 0                 | 1                  | 1     |

- l'italien Alberto Tomba réalise le doublé Slalom-Géant chez les hommes.
- La suédoise Pernilla Wiberg réalise le doublé Slalom-Combiné chez les femmes.
- Marc Girardelli remporte sa 11e médaille en championnats du monde, avec un troisième titre dans le combiné.

### Championnats du monde de 1997àSestriere(Italie)
| Rang | Nations    | Médaille d'or | Médaille d'argent | Médaille de bronze | Total |
| ---- | ---------- | ------------- | ----------------- | ------------------ | ----- |
| 1    | Norvège    | 3             | 3                 | 0                  | 6     |
| 2    | Italie     | 3             | 1                 | 2                  | 6     |
| 3    | Suisse     | 2             | 3                 | 1                  | 6     |
| 4    | Autriche   | 1             | 0                 | 3                  | 4     |
| 5    | États-Unis | 1             | 0                 | 0                  | 1     |
| 6    | Allemagne  | 0             | 2                 | 2                  | 4     |
| 7    | France     | 0             | 1                 | 1                  | 2     |
| 8    | Suède      | 0             | 0                 | 1                  | 1     |

- l'italienne Deborah Compagnoni réalise le doublé Slalom-Géant chez les femmes.
- l'italienne Isolde Kostner conserve son titre en Super G.
- le norvégien Atle Skaardal conserve son titre aussi en Super G.

### Championnats du monde de 1999àVail(États-Unis)
| Rang | Nations       | Médaille d'or | Médaille d'argent | Médaille de bronze | Total |
| ---- | ------------- | ------------- | ----------------- | ------------------ | ----- |
| 1    | Autriche      | 4             | 4                 | 5                  | 13    |
| 2    | Norvège       | 3             | 4                 | 2                  | 9     |
| 3    | Suède         | 1             | 1                 | 0                  | 2     |
| 4    | Australie     | 1             | 0                 | 0                  | 1     |
| 4    | Finlande      | 1             | 0                 | 0                  | 1     |
| 6    | Liechtenstein | 0             | 1                 | 0                  | 1     |
| 7    | Suisse        | 0             | 0                 | 2                  | 2     |
| 8    | France        | 0             | 0                 | 1                  | 1     |

- le norvégien Lasse Kjus remporte une médaille dans chacune des cinq épreuves, dont les titres en Géant et en Super G chez les hommes.
- l'autrichienne Alexandra Meissnitzer réalise le doublé Géant-Super G chez les femmes.

### Championnats du monde de 2001àSankt Anton(Autriche)
| Rang | Nations    | Médaille d'or | Médaille d'argent | Médaille de bronze | Total |
| ---- | ---------- | ------------- | ----------------- | ------------------ | ----- |
| 1    | Autriche   | 3             | 6                 | 2                  | 11    |
| 2    | Suisse     | 2             | 0                 | 1                  | 3     |
| 3    | France     | 1             | 1                 | 1                  | 3     |
| 3    | Norvège    | 1             | 1                 | 1                  | 3     |
| 5    | Allemagne  | 1             | 0                 | 2                  | 3     |
| 6    | Suède      | 1             | 0                 | 1                  | 2     |
| 7    | États-Unis | 1             | 0                 | 0                  | 1     |
| 8    | Italie     | 0             | 2                 | 1                  | 3     |
| 9    | Slovénie   | 0             | 0                 | 1                  | 1     |

- Kjetil André Aamodt s'impose pour la troisième fois de suite dans l'épreuve du Combiné.

### Championnats du monde de 2003àSaint-Moritz(Suisse)
| Rang | Nations    | Médaille d'or | Médaille d'argent | Médaille de bronze | Total |
| ---- | ---------- | ------------- | ----------------- | ------------------ | ----- |
| 1    | Autriche   | 3             | 5                 | 1                  | 9     |
| 2    | Croatie    | 3             | 0                 | 0                  | 3     |
| 3    | États-Unis | 2             | 1                 | 3                  | 6     |
| 4    | Canada     | 1             | 0                 | 1                  | 2     |
| 5    | Suède      | 1             | 0                 | 0                  | 1     |
| 6    | Norvège    | 0             | 2                 | 1                  | 3     |
| 7    | Suisse     | 0             | 1                 | 3                  | 4     |
| 8    | Italie     | 0             | 1                 | 1                  | 2     |

- l'américain Bode Miller réalise le doublé Géant-Combiné chez les hommes.
- la croate Janica Kostelić réalise le doublé Slalom-Combiné chez les femmes.

### Championnats du monde de 2005àBormio(Italie)
| Rang | Nations            | Médaille d'or | Médaille d'argent | Médaille de bronze | Total |
| ---- | ------------------ | ------------- | ----------------- | ------------------ | ----- |
| 1    | Autriche           | 3             | 4                 | 4                  | 11    |
| 2    | Croatie            | 3             | 0                 | 0                  | 3     |
| 3    | États-Unis         | 2             | 1                 | 3                  | 6     |
| 4    | Suède              | 2             | 1                 | 0                  | 3     |
| 5    | Allemagne          | 1             | 0                 | 0                  | 1     |
| 6    | Italie             | 0             | 2                 | 2                  | 4     |
| 7    | Finlande           | 0             | 2                 | 0                  | 2     |
| 8    | Norvège            | 0             | 1                 | 0                  | 1     |
| 9    | République tchèque | 0             | 0                 | 1                  | 1     |
| 9    | France             | 0             | 0                 | 1                  | 1     |

- Bode Miller réalise le doublé Descente-Super G, tout comme l'autrichien Benjamin Raich en Slalom-Combiné.
- Janica Kostelić réalise le triplé Descente-Slalom-Combiné chez les femmes et la suédoise Anja Pärson le doublé Géant-Super G.
- Janica Kostelić conserve ses titres en Combiné et en Slalom et Anja Pärson son titre en Géant.

### Championnats du monde de 2007àAre(Suède)
| Rang | Nations            | Médaille d'or | Médaille d'argent | Médaille de bronze | Total |
| ---- | ------------------ | ------------- | ----------------- | ------------------ | ----- |
| 1    | Autriche           | 3             | 3                 | 3                  | 9     |
| 2    | Suède              | 3             | 2                 | 2                  | 7     |
| 3    | Norvège            | 2             | 0                 | 0                  | 2     |
| 4    | Suisse             | 1             | 1                 | 4                  | 6     |
| 5    | Italie             | 1             | 1                 | 1                  | 3     |
| 6    | République tchèque | 1             | 0                 | 0                  | 1     |
| 7    | États-Unis         | 0             | 3                 | 0                  | 3     |
| 8    | Canada             | 0             | 1                 | 0                  | 1     |
| 9    | France             | 0             | 0                 | 1                  | 1     |

- Anja Pärson réalise le triplé Descente-Super G-Combiné et une médaille de bronze en Slalom chez les femmes.
- Sarka Zahrobska devient la première tchèque à être sacrée championne du monde grâce à son titre en Slalom.
- Aksel Lund Svindal réalise le doublé Descente-Géant chez les hommes.

### Championnats du monde de 2009àVal d'Isère(France)
| Rang | Nations            | Médaille d'or | Médaille d'argent | Médaille de bronze | Total |
| ---- | ------------------ | ------------- | ----------------- | ------------------ | ----- |
| 1    | Suisse             | 2             | 3                 | 1                  | 6     |
| 2    | Autriche           | 2             | 1                 | 2                  | 5     |
| 3    | États-Unis         | 2             | 0                 | 1                  | 3     |
| 4    | Allemagne          | 2             | 0                 | 0                  | 2     |
| 5    | Norvège            | 1             | 0                 | 1                  | 2     |
| 5    | Canada             | 1             | 0                 | 1                  | 2     |
| 7    | France             | 0             | 3                 | 0                  | 3     |
| 8    | Italie             | 0             | 1                 | 1                  | 2     |
| 9    | Slovénie           | 0             | 1                 | 0                  | 1     |
| 9    | République tchèque | 0             | 1                 | 0                  | 1     |
| 11   | Finlande           | 0             | 0                 | 2                  | 2     |
| 12   | Croatie            | 0             | 0                 | 1                  | 1     |

- Anja Pärson perd tous ses titres acquis à Are en 2007.
- Sarka Zahrobska est sur le podium en Slalom pour la troisième fois consécutive (bronze à Bormio et or à Are).
- Didier Cuche devient le plus vieux champion du monde grâce à son titre en Super G.
- Lindsey Vonn réalise le doublé Descente-Super G.
- L'Autriche réalise ses plus mauvais championnats depuis 1997 en ne gagnant que 5 médailles dont 2 en or.
- Un nombre record de 12 nations remporte au moins une médaille à Val d'Isère.

### Championnats du monde de 2011àGarmisch-Partenkirchen(Allemagne)
| Rang | Nations    | Médaille d'or | Médaille d'argent | Médaille de bronze | Total |
| ---- | ---------- | ------------- | ----------------- | ------------------ | ----- |
| 1    | Autriche   | 4             | 3                 | 1                  | 8     |
| 2    | France     | 2             | 1                 | 1                  | 4     |
| 3    | Italie     | 1             | 2                 | 3                  | 6     |
| 4    | États-Unis | 1             | 2                 | 0                  | 3     |
| 5    | Slovénie   | 1             | 1                 | 0                  | 2     |
| 6    | Canada     | 1             | 0                 | 0                  | 1     |
| 6    | Norvège    | 1             | 0                 | 0                  | 1     |
| 8    | Suède      | 0             | 1                 | 3                  | 4     |
| 9    | Suisse     | 0             | 1                 | 0                  | 1     |
| 10   | Allemagne  | 0             | 0                 | 2                  | 2     |
| 11   | Croatie    | 0             | 0                 | 1                  | 1     |

- L'Autriche remporte 4 titres mondiaux, ce qui n'était plus arrivé depuis 1999 à Vail.
- Elisabeth Görgl réalise le doublé Descente-Super G.